# L'ombra de la nit
L'ombra de la nit (títol original: Nightwatch) és una pel·lícula estatunidenca de 1997, dirigida per Ole Bornedal. Ha estat doblada al català.
Es tracta d'un remake del film danès del mateix nom estrenat l'any 1994.

## Argument
Martin, estudiant de dret, és contractat com a vigilant nocturn en una morgue per arrodonir els seu sou. Però un assassí en sèrie adepte de la necrofília es mou des de fa temps per la ciutat, assassinant prostitutes.

## Repartiment
- Ewan McGregor: Martin Bells
- Nick Nolte: Inspector Thomas Albert Cray
- Patricia Arquette: Katherine
- Josh Brolin: James Gallman
- Lauren Graham: Marie
- Brad Dourif: metge de guarda
- Alix Koromzay: Joyce
- John C. Reilly: l'inspector Bill Davis
- Lonny Chapman: Johnson, el vell vigilant de nit

## Crítica
- "Suspens i ritme trepidant. (...) Qualsevol semblança amb "El vigilant nocturn", també d'Ole Bornedal, no és mera coincidència: ha "repetit" la seva pel·lícula als EUA"[3]
- "Thriller perturbador. (...) Entreté, encara que és inferior a l'original"[4]